# Казахський газопереробний завод
Казахський газопереробний завод – підприємство нафтогазової промисловості, яке діє у Мангістауській області на заході Казахстану.
У 1960-х роках на півострові Мангишлак почалась активна розробка нафтових родовищ, дві групи яких виявили в районах Новий Узень (наразі Жанаозен) та Жетибай, при цьому отримували великі обсяги попутного газу, що містить багато гомологів метану. З метою монетизації цього ресурсу в 1973 та 1976 роках у Жанаозені ввели в дію дві черги Казахського газопереробного заводу, який здатний продукувати пропан, н-бутан, ізобутан, пентан-гексанову фракцію та пічне паливо. Річна проектна потужність ГПЗ становить 1,5 млрд м3.
Доставку на ГПЗ попутного газу з району Жетибай організували по одній з ниток системи Жанаозен – Жетибай – Актау, яка також забезпечує видачу метанової фракції до споживачів у місті Актау.
Не пізніше 1979-го на ГПЗ організували вилучення етану, що до першої половини 1990-х відправляли по етанопроводу Жанаозен – Актау.
В 2019-му Казахський ГПЗ виробив 762 млн м3 товарного газу, 186 тисяч тон пропан-бутанових фракцій та 68 тисяч тон пентан-гексанової фракції. 
В 2023-му відзначали 50-річчя підприємства. За цей період воно переробило 74,2 млрд м3 попутного газу та 2,3 млн тон конденсату і випустило 68,2 млрд м3 товарного газу, 6,1 млн тон пропан-бутанових фракцій, 3,8 млн тон пентан-гексанової фракції та 0,7 млн тон пічного палива.
Наразі завод належить державній компанії «КазМунайГаз».